# Roger Perry
Pour les articles homonymes, voir Perry.
Roger Perry est un acteur américain né le 7 mai 1933 à Davenport (Iowa) et mort le 12 juillet 2018 à Indian Wells (Californie).

## Filmographie
- 1959 : The Flying Fontaines : Paul Fontaine
- 1960 : Harrigan and Son (série télévisée) : Jim Harrigan Jr.
- 1963 : Follow the Boys : Radarman Billy Pulaski
- 1963 : Arrest and Trial (en) (série télévisée) : Det. Sgt. Dan Kirby
- 1966 : The Cat : Pete Kilby
- 1967 : Star Trek (série télévisée) : épisode Demain sera hier : Le Capitaine de l'US Air Force John Christopher
- 1967 : You've Got to Be Smart : Jerry Harper
- 1969 : Au paradis à coups de revolver (Heaven with a Gun) de Lee H. Katzin : Ned Hunter (sheepherder)
- 1970 : Count Yorga, Vampire : Dr James 'Jim' Hayes
- 1971 : The Return of Count Yorga : Dr David Baldwin
- 1971 : D.A.: Conspiracy to Kill (TV) : Attorney Stevens
- 1971 : The Feminist and the Fuzz (TV) : Dr Howard Lassiter
- 1971 : Revenge (TV) : Pete Marsh
- 1972 : Gidget Gets Married (en) (TV) d'E. W. Swackhamer : Tom Blaine
- 1972 : La Chose à deux têtes (The Thing with Two Heads) : Dr Philip Desmond
- 1973 : Beg, Borrow, or Steal (TV) : Lieutenant Collier
- 1973 : The Barbara Eden Show (TV)
- 1973 : What Are Best Friends For? (TV) : Keith
- 1974 : L'homme qui valait 3 milliards (série télévisée) : épisode La voyeuse (The Peeping Blonde) : Le responsable chaine TV
- 1975 : Conspiracy of Terror (TV) : Fred Warnall
- 1976 : Most Wanted (TV) : Harkness
- 1977 : The Man with the Power (TV) : Farnsworth
- 1977 : L'homme qui valait 3 milliards (série télévisée) saison 4, épisode Lavage de cerveau (The Privacy of the Mind) : Docteur George Berman
- 1979 : Hanging by a Thread (TV) : Mitchell
- 1979 : Les Challengers : Roger Barkley
- 1981 : Falcon Crest ("Falcon Crest") (série télévisée) : John Costello
- 1984 : Love Thy Neighbor (TV) : George Pappas
- 1990 : Operation Warzone : American Soldier
- 1992 : The Elf Who Saved Christmas (TV) : Head Elf
- 1993 : The Elf and the Magic Key (TV) : Head Elf
- 2005 : Dirty Love : Joe.